# Mahmud Erol Kılıç

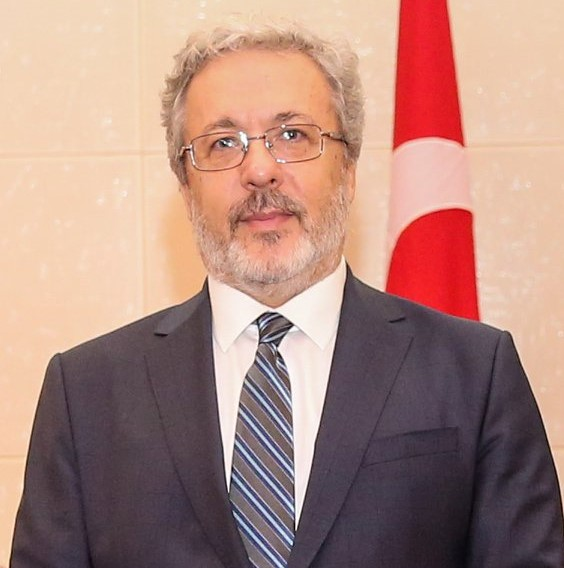
Mahmud Erol Kılıç (2020)

Mahmud Erol Kılıç (* 1961 in Istanbul, Türkei) ist ein Diplomat, Theologe und Akademiker aus der Türkei.

## Werdegang

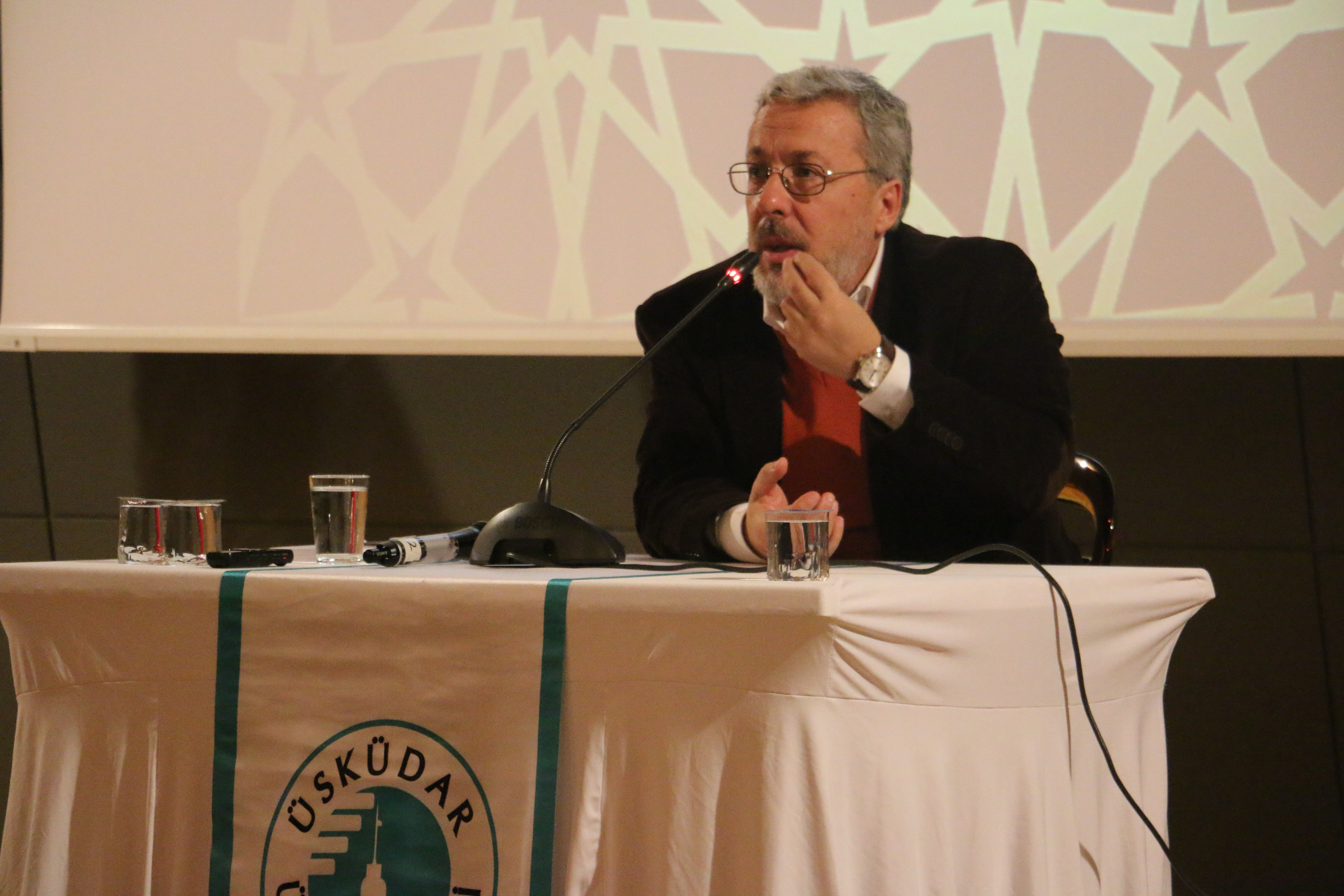
Mahmud Erol Kılıç an der Üsküdar-Universität (2017)

Kılıç graduierte 1985 an der Fakultät für Politikwissenschaften der Universität Istanbul. 1989 erhielt er seinen Master an der Marmara-Universität in islamischer Philosophie und 1995 seinen Doktortitel in islamischer Gnosis und Philosophie.
1987 wurde Kılıç Chefredakteur von İnsan Yayınları. Dazu kam von 1988 bis 1998 die Assistenzprofessur in der Fakultät für Islamische Theologie, an der Marmara-Universität und von 1998 bis 2004 die außerordentliche Professur. Voller Professor ist Kılıç seit 2004. Seit 2005 war er Präsident des Islamischen Antiquitätenmuseums in Istanbul und seit 2006 Vorsitzender des Vorstandes der Islamic Manuscript Association des Center of Middle Eastern & Islamic Studies der University of Cambridge. Zudem war er zweiter Generalsekretär der Parlamentarischen Union der Staaten der Organisation für Islamische Zusammenarbeit (PUIC).
2018 trat Kılıç die Nachfolge von Mehmet Kadri Şander Gürbüz als türkischer Botschafter in Jakarta für Indonesien und Osttimor an. Am 20. Februar 2020 übergab Kılıç seine Akkreditierung für Osttimor an Präsident Francisco Guterres.

## Auszeichnungen
Kılıçs Buch Poetics of Ottoman Poetry wurde von der Türkischen Autorenvereinigung 2004 zum Buch des Jahres erklärt. 1998 erhielt er die Ehrenmedaille der Marmara-Universität und 2003 die Ehrenmedaille der Uludağ-Universität in Bursa.

## Sonstiges
Kılıç spricht Türkisch, Englisch, Arabisch, Persisch und kann Französisch lesen. Er ist verheiratet.
Seit 1979 ist Kılıç Träger des Schwarzen Gürtels, erster Dan in Karate.

## Veröffentlichungen (Auswahl)
- Hermes and Hermetic Thought According to Muslim Thinkers, Istanbul 1987.
- Idea and Levels of Existence, Istanbul 1997.
- Poetics of Ottoman Poetry, Istanbul 2004; 9.print 2011.